# Жиделёв, Николай Андреевич

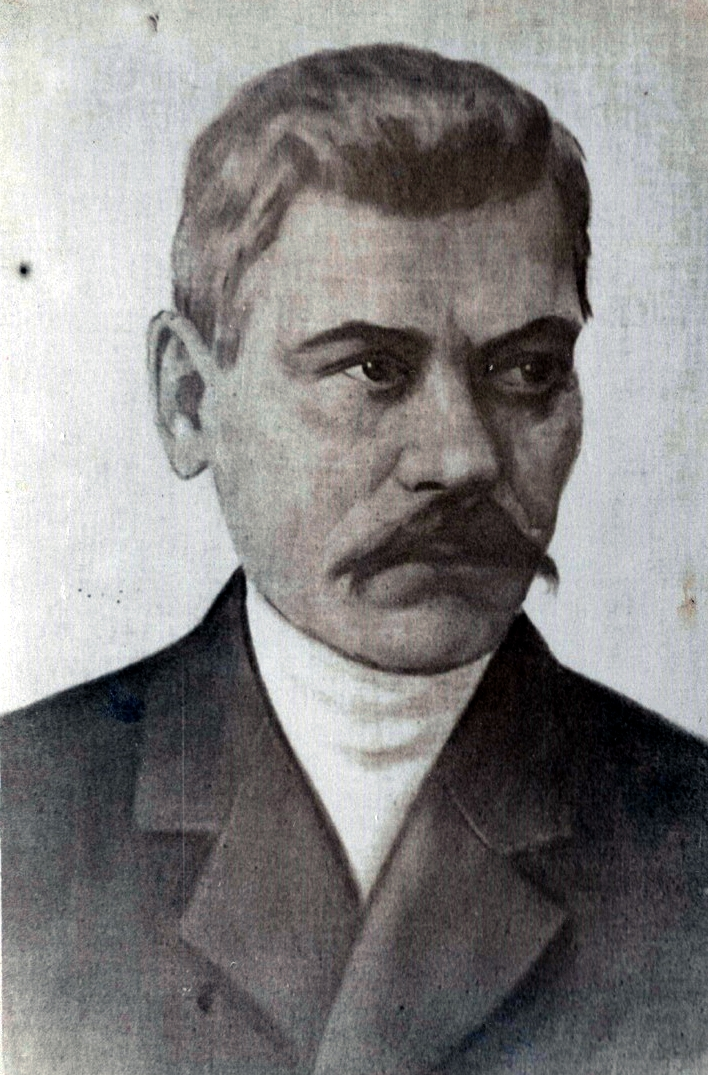

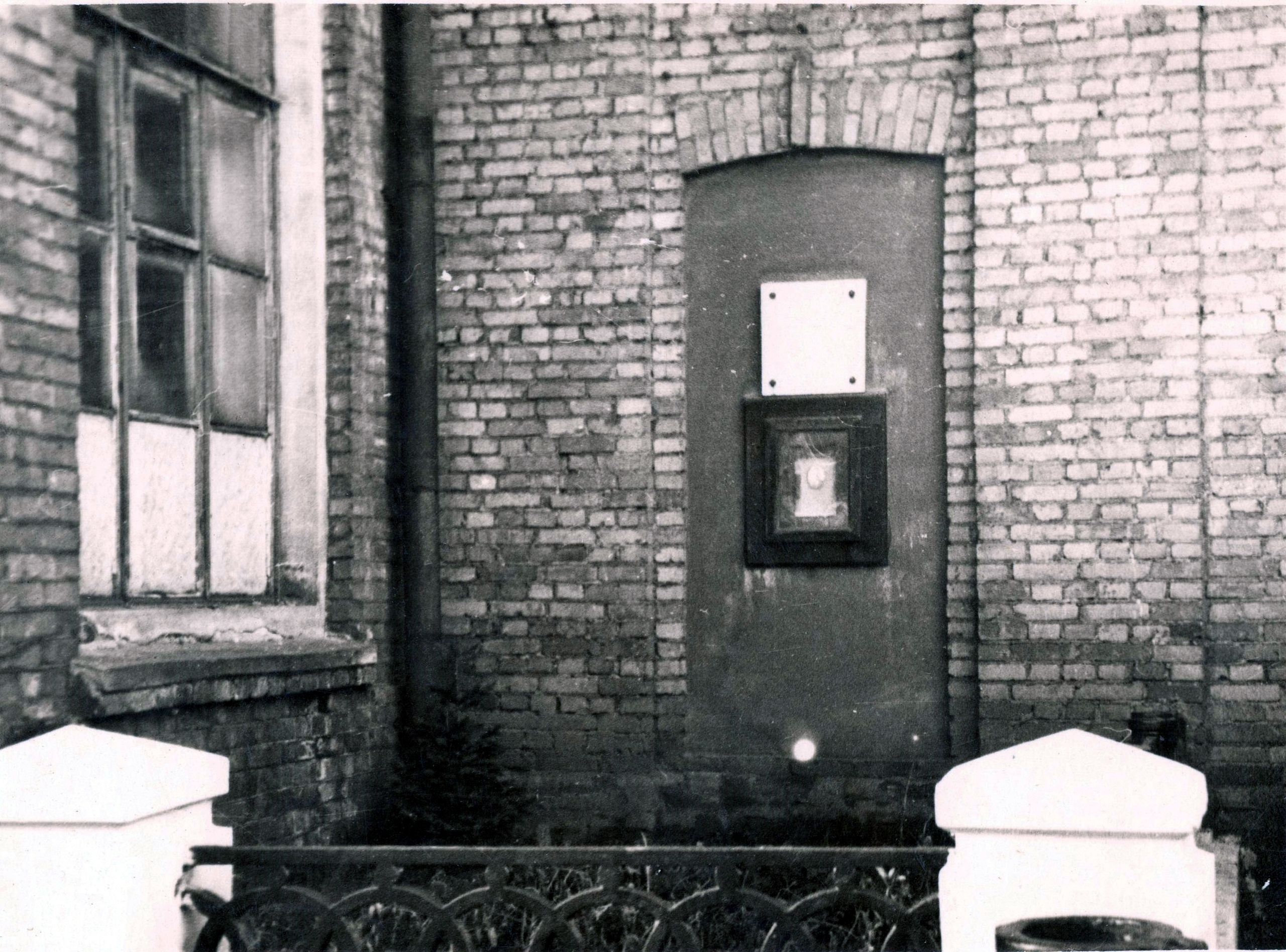

Никола́й Андре́евич Жиделёв (2 (14) мая 1880 — 7 августа 1950) — участник революционного движения, партийный и государственный деятель, депутат 2-й Государственной думы от рабочих Владимирской губернии.

## Биография

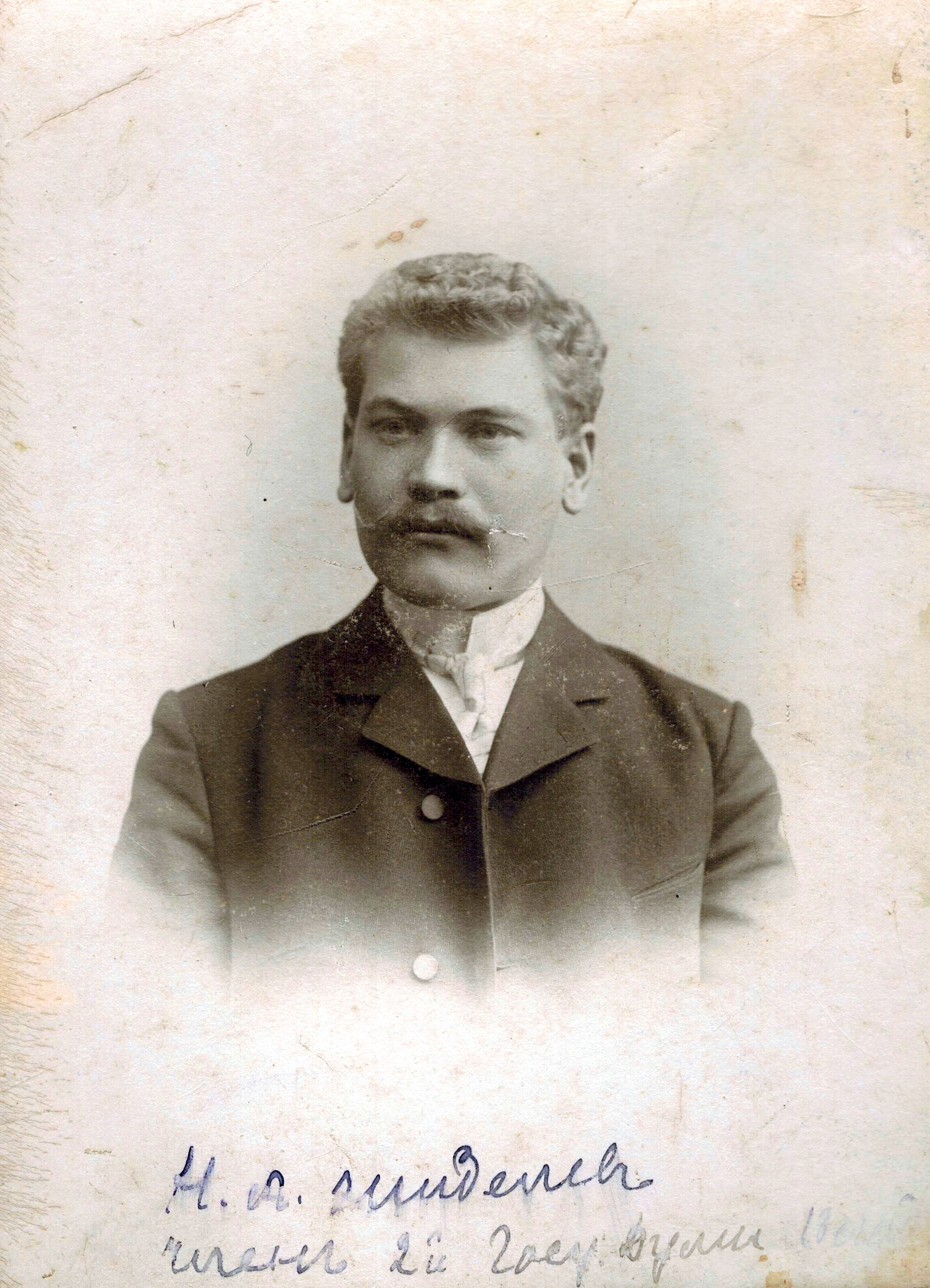
Н. А. Жиделев, 1907 год

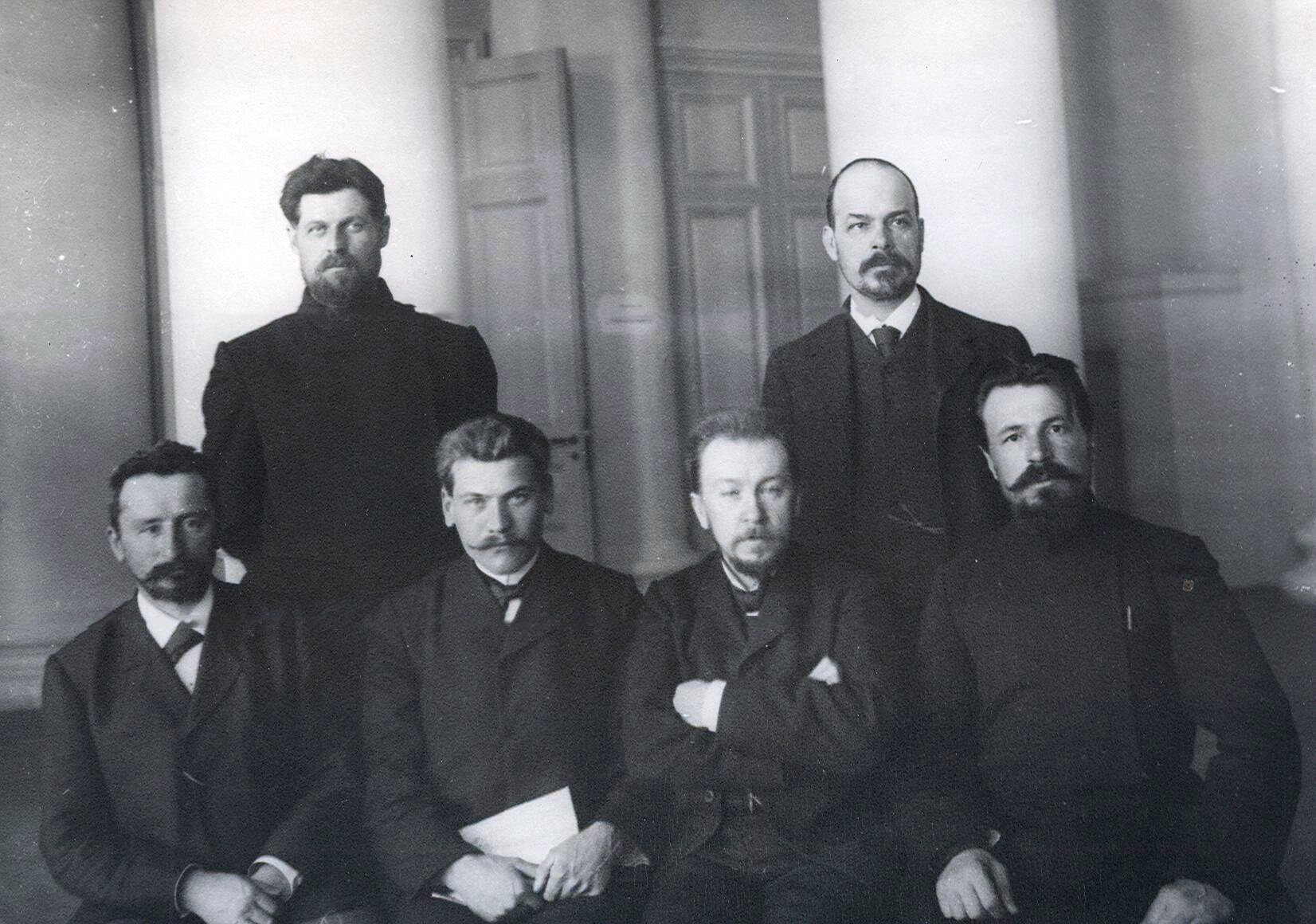
Депутаты 2-й Государственной Думы от Владимирской губернии, слева направо, сидят : К. К. Черносвитов, Н. А. Жиделев, Н. М. Иорданский, Ф. П. Герасимов; стоят — Г. И. Ситников и А. О. Горев.

Родился в крестьянской семье в деревне Логиново Пелгусовской волости Шуйского уезда Владимирской губернии (сейчас Тейковский район Ивановской области). С двенадцати лет работал на текстильной фабрике Каретниковой, был свидетелем и участником стачки тейковских ткачей 1895 года. Обладая «непокорным нравом», был вынужден часто менять место работы.
В 1898 году Жиделев устроился ткачом на фабрику Ивана Матвеевича Гарелина, где стал посещать вечернюю воскресную школу. Там он впервые познакомился с марксистами. В мае 1903 года вступил в члены РСДРП, в 1904 году, по поручению фабричной партийной ячейки, вёл занятия в рабочем кружке.
В 1905 году Жиделев являлся одним из руководителей летней стачки текстильщиков, от рабочих фабрики был избран депутатом Совета.
После окончания забастовки Николаю Жиделеву и Павлу Постышеву поручили руководство подпольной типографией. В начале 1907 года Жиделев был избран депутатом от рабочих Владимирской губернии во II Государственную думу.
В марте 1907 года Иваново-Вознесенская организация РСДРП опубликовала два письма Николая Андреевича к избирателям, в которых излагалась позиция депутатов-большевиков по таким важнейшим вопросам, как помощь голодающим, отмена военно-полевых судов, думская и внедумская деятельность. В этот период Н. А. Жиделев неоднократно выступал на рабочих собраниях в Москве, Иваново-Вознесенске, Владимире, Шуе.
1 мая 1907 года на митинге в Санкт-Петербурге Жиделев был арестован за то, что произнес революционную речь. После освобождения нелегально жил в Вологде. 31 октября 1907 года в связи с роспуском II Государственной думы и арестом её социал-демократической фракции Николая Андреевича вновь привлекли к дознанию. После предварительного заключения он отбывал пять лет каторги в петербургской тюрьме «Кресты».
В марте 1913 году был отправлен на поселение в Восточную Сибирь в село Манзурка Верхоленского округа Иркутской губернии. Там он встретился с Михаилом Фрунзе. Во время поселения принимает участие в политической работе ссыльных революционеров.
В апреле 1917 года возвращается в Иваново-Вознесенск, где был избран в Совет рабочих и солдатских депутатов, а вскоре становится его председателем.
В августе 1917 года Жиделева избрали в городскую думу, а в октябре — в состав горкома РСДРП(б). После создания Народного комиссариата внутренних дел Жиделев переезжает в Петроград, где его назначают секретарем коллегии наркомата и членом комиссии ВЧК.
В январе 1918 года он возвращается в Иваново-Вознесенск и в феврале избирается членом горкома партии и губисполкома, а через месяц становится председателем городского Совета. В июле 1918 года в связи с продовольственными трудностями по заданию партийных органов Н. А. Жиделев выехал в качестве чрезвычайного уполномоченного по заготовке зерна для текстильщиков в Уфимскую губернию. В августе 1918 году в Сарапуле попадает в плен к белочехам. Как заложника его отправили в Уфу. С помощью местных большевиков Жиделеву удалось совершить побег из-под стражи.
Находясь в подполье, он включился в работу по организации вооруженного восстания в тылу у белых частей. С приходом Красной Армии в Уфу Николая Андреевича назначают членом ревкома и губернским продовольственным комиссаром, а в июле 1919 года — уполномоченным Совета Труда и Обороны по снабжению Красной Армии и голодающих губернского центра.
В августе 1919 участвовал в подавлении белогвардейского мятежа в Дуванском кантоне, принимал участие в создании Башкирской республики.
В 1920 году возвращается в Иваново-Вознесенск, где избирается членом губкома партии, работает заместителем председателя губисполкома и председателем губернского революционного трибунала. В 1921 года по решению ЦК РКП(б) Николая Андреевича направили в Москву, где он выполнял особые поручения Малого Совнаркома, работал в управлении делами Совета Народных Комиссаров РСФСР, затем управделами ВЦИК.
С 1926 года был на руководящей работе в органах заготовки и сбыта пушнины. С 1937 года заведовал отделом персональных пенсий Наркомсобеса.
Во время Великой Отечественной войны возглавлял разведывательно-диверсионную группу «Ивана» московского подполья, которая располагалась в Москве при подходе германских войск осенью 1941 года.
Скончался 7 августа 1950 года в Москве.

В Иванове его именем названы улица (Улица Жиделева) и одно из текстильных предприятий — Фабрика имени Н. А. Жиделева (ныне АО «НИМ»). Рядом с проходной АО «НИМ» установлена урна с прахом Николая Жиделева. В Мемориальном комплексе «Красная Талка» установлен бюст революционера.

Н. А. Жиделёв
Бюст Н. А. Жиделёва в мемориале «Красная Талка»